# Atari
Atari è una società statunitense produttrice di videogiochi e di hardware per uso videoludico fondata nel 1972 da Nolan Bushnell e Ted Dabney.
La società ha avuto un ruolo rilevante nello sviluppo dei videogiochi arcade e dei personal computer, assumendo una posizione di predominio nel mercato mondiale sino all'inizio degli anni ottanta. Il marchio è stato più volte rilevato da società concorrenti: Infogrames lo acquisì in seguito all'acquisto di Hasbro Interactive, che a sua volta lo aveva comprato da JTS Corporation, che si era fusa con l'originale Atari nel 1996; è divenuta quindi proprietà di Atari SA, precedentemente nota come Infogrames SA.
Infogrames Inc. ha sporadicamente utilizzato il marchio "Atari" come marca commerciale per titoli selezionati prima che Infogrames SA cambiasse ufficialmente il nome dell'azienda subordinata in Atari, Inc. nel 2003. Il marchio è stato anche usato varie volte dalla Atari Games, una differente società che si è staccata nel 1984. Non va confusa con Atari SA, fondata nel 1993 sotto il nome di Atari, Inc.

## Storia

### Gli anni settanta: la nascita ed i primi successi
Fondata negli Stati Uniti nel 1972 da Nolan Bushnell e Ted Dabney, all'Atari si può attribuire l'inizio dell'industria videoludica con il gioco Pong. La versione domestica di Pong, che si connetteva ad un televisore, fu una delle prime console.
Atari Inc. fu originariamente chiamata Syzygy, un termine astronomico. Tuttavia, poiché esisteva almeno un'altra società con quel nome (si dice fosse una ditta produttrice di candele o di tetti) Bushnell elencò diverse parole del Go e scelse Atari, che è spesso tradotta come "informare un giocatore avversario che è in pericolo", ma in realtà significa solo "[questa particolare pietra] può essere presa dall'avversario"; se detto all'avversario è unicamente una cortesia data, non equivale a "scacco!", che rappresenta una seria minaccia al Re negli scacchi, pezzo che nel Go non esiste.
Bushnell vendette Atari alla Warner Communications nel 1976 per una cifra compresa fra 28 e 32 milioni di dollari e usò parte del denaro per comprare la Folgers Mansion, poi nel 1979 abbandonò la società. Intanto la società - che due anni prima aveva introdotto una nuova porta dedicata ai joystick - durante la direzione della Warner ebbe un grandissimo successo, anche grazie ad uno dei primi giochi, pong, vendendo milioni di console Atari 2600. Al suo apice, Atari contribuiva per un terzo alle entrate annuali della Warner e divenne la società dallo sviluppo più rapido nella storia degli Stati Uniti per l'epoca.

### Gli anni ottanta e la crisi del 1983

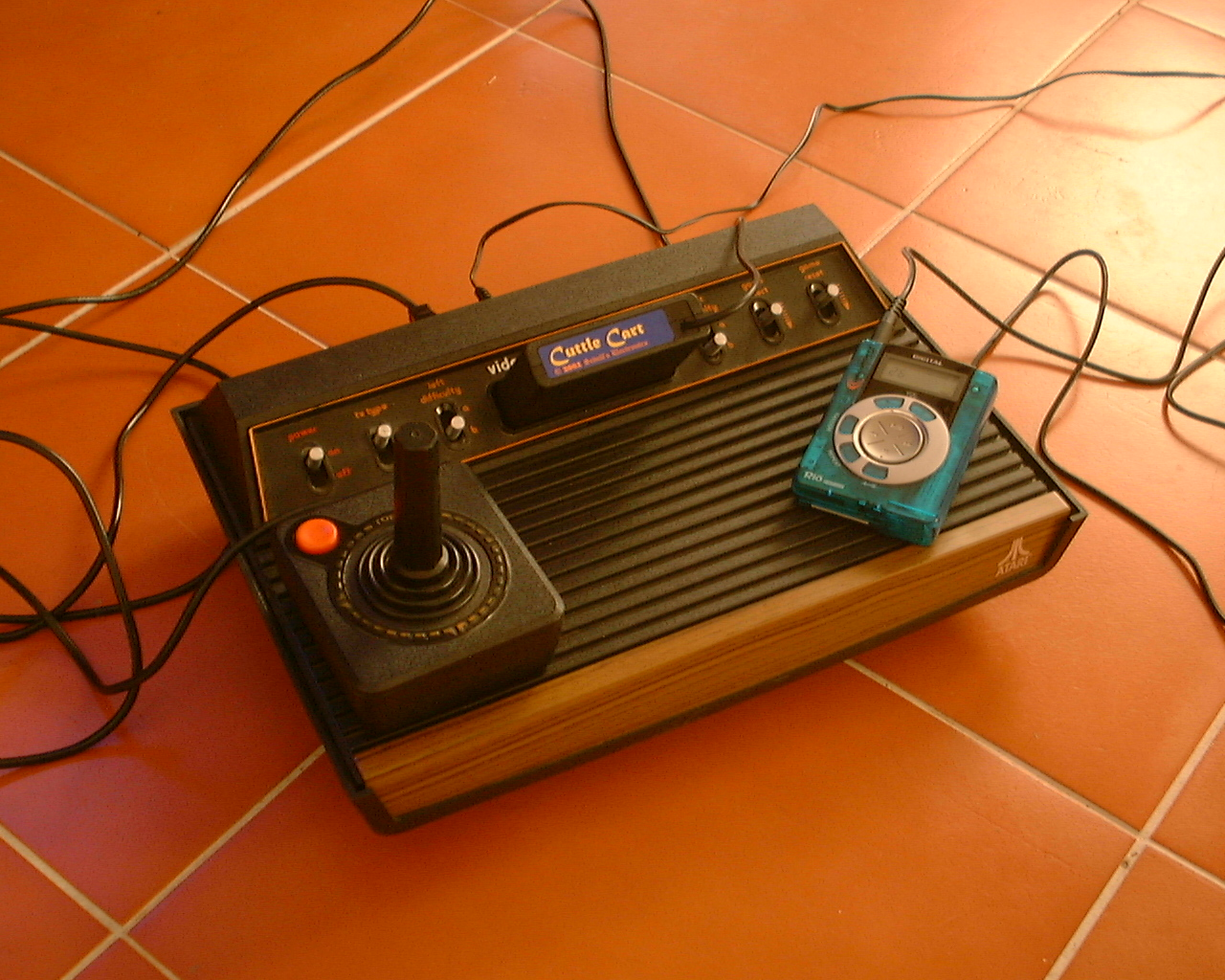
Una console Atari 2600

Sebbene l'Atari 2600 fosse rilevante sul mercato dei video giochi da casa, sperimentò la prima dura concorrenza nel 1980 da parte dell'Intellivision di Mattel, pubblicizzato per le sue capacità grafiche superiori rispetto al 2600. Ciononostante, il 2600 rimase lo standard industriale, grazie alla superiorità sul mercato e all'Atari, caratterizzata dalla più grande varietà di giochi disponibili.
Tuttavia, agli inizi degli anni ottanta sorsero dei problemi: le divisioni home computer, console e giochi arcade operavano indipendentemente e raramente cooperavano. Con la crescente concorrenza e la guerra dei prezzi nel mercato degli home computer e delle console per videogiochi, l'Atari non fu mai in grado di eguagliare il successo della console 2600. Nel 1982 mise in commercio versioni deludenti di due giochi altamente pubblicizzati, Pac-Man e E.T., causando un accumulo di invenduti e la caduta dei prezzi. Nello stesso anno inoltre Atari perdette un processo contro Activision, società fondata da suoi ex dipendenti mal pagati: fu così legittimato lo sviluppo del 2600 da parte di terzi. Il mercato si saturò rapidamente, con un calo ulteriore dei prezzi. Inoltre nel dicembre 1982, i dirigenti Atari Ray Kassar e Dennis Groth furono accusati di insider trading (accuse poi rivelatesi infondate). Larry Emmons, che era stato l'"impiegato numero 3", si dimise nel 1982. Era a capo del settore ricerca e sviluppo del piccolo gruppo di talentuosi ingegneri di Grass Valley, in California. La console Atari 5200, messa in commercio come sostituto di nuova generazione del 2600, era basata sui computer Atari 800 (ma incompatibile con le cartucce di giochi di quel computer) e le sue vendite non soddisfecero mai le aspettative della compagnia. Secondo alcune voci, a metà strada tra realtà e leggenda metropolitana, sembra che nel 1983, a seguito di ingenti restituzioni di ordini dai distributori, Atari interrò milioni di cartucce invendute (la maggior parte di Pac-Man e E.T. the Extra-Terrestrial) in una discarica nel deserto del Nuovo Messico. Howard Scott Warshaw (il programmatore di E.T., Yars' Revenge e Raiders of the Lost Ark) mette in dubbio la fondatezza di questo avvenimento noto come sepoltura dei videogiochi Atari tuttavia dopo più di 30 anni, il 26 aprile 2014 ad Alamogordo, durante delle ricerche mirate proprio a verificare la presenza di questi videogiochi, vennero reperite diverse cartucce di E.T. ed altri giochi Atari.
In ogni caso, Atari continuava ad avere una posizione formidabile nel mercato mondiale dei videogame. Era la prima produttrice di console in ogni mercato eccetto il Giappone, il cui leader di mercato era Nintendo, che aveva messo in commercio la sua prima console da gioco, il Famicom, abbreviazione di "FAMIly COMputer" (meglio nota al resto del mondo come NES) nel 1983. Il Famicom vendette molto bene in Giappone, e Nintendo cominciò a guardare ad altri mercati. Avvicinò Atari proponendo un accordo di licenza: Atari avrebbe prodotto e venduto il sistema, pagando a Nintendo una royalty. Le trattative erano in corso e le due compagnie decisero di firmare l'accordo nell'estate del 1983 in occasione del CES. Malauguratamente, nella stessa occasione Coleco presentava il suo nuovo Adam computer, e l'unità che era in mostra aveva Donkey Kong della Nintendo. Ma Atari possedeva i diritti di pubblicazione su Donkey Kong per computer e il CEO Ray Kassar si infuriò, accusando la Nintendo di fare il doppio gioco con la licenza di Donkey Kong. Nintendo a sua volta attaccò la Coleco. Dopo un mese Ray Kassar fu costretto a lasciare la Atari, e i dirigenti impegnati nell'affare Famicom furono costretti a ricominciare tutto da capo.
Tali problemi furono seguiti dal crack dei videogiochi del 1983, che provocò perdite per oltre 500 milioni di dollari. Le azioni della Warner crollarono da 60 a 20 dollari, e la società iniziò a cercare un compratore per la sua problematica divisione. Per quanto riguarda Nintendo, Atari non poteva più permettersi l'affare Famicom, e alla fine i Giapponesi dovettero proseguire per conto proprio.

### LaAtari Corporatione gli home computers
Nel luglio 1984, Warner vendette le divisioni home computing e game console di Atari a Jack Tramiel, il fondatore della concorrente Commodore International, da poco allontanato, sotto il nome Atari Corporation per $240 milioni in stock della nuova società. Warner mantenne la divisione arcade sotto il nome Atari Games, per poi venderla a Namco nel 1985. Warner vendette anche la neonata Ataritel a Mitsubishi.
Sotto la guida di Tramiel, Atari Corporation usò il rimanente stock di magazzino delle console per mantenere a galla la società mentre completava lo sviluppo del suo computer a 16-bit, l'Atari ST. Nel 1985 fu distribuito l'aggiornamento della linea di computer a 8 bit, la serie Atari XE, insieme alla linea Atari ST. Poi, nel 1986, la società puntò sulle console progettate sotto Warner: Atari - Atari 2600jr e Atari 7800 console (la quale ebbe vendite limitate nel 1984). In quell'anno la società si riprese, realizzando un profitto di 25 milioni. La linea Atari ST ebbe grande successo (soprattutto in Europa, non tanto negli U.S.A.) vendendo in totale più di 4 milioni di unità. Era popolare specialmente fra i musicisti, poiché aveva delle porte MIDI incluse. Nonostante questo, alla fine il concorrente più prossimo, l'Amiga, la superò nelle vendite, anche se non di molto. Atari in seguito produsse anche una linea di PC IBM compatibili insieme a un computer palmare compatibile MS-DOS chiamato Atari Portfolio, uno dei primi sistemi di questo tipo.
Nel 1989 fu messa in commercio Atari Lynx, la prima console portatile con grafica a colori. Essa fu apprezzata da pubblico e critica, ma una carenza di componenti ne impedì la messa in commercio in tutti gli USA entro il Natale 1989. Per questo, il Lynx perse la sua quota di mercato a favore del Game Boy Nintendo, che aveva un display in bianco e nero ma era largamente disponibile. Nel 1989 Atari Corp. fece causa a Nintendo per $250 milioni per monopolio illegale, ma perse. I principali difetti imputati al Lynx da parte dei sostenitori del rivale erano l'ingombro, il peso e soprattutto la durata delle batterie. Di fatto, nonostante avesse un hardware notevolmente superiore ai due concorrenti (il già citato Game Boy e il Game Gear della SEGA) il Lynx riscosse poca fiducia da parte degli sviluppatori ed uscì un numero limitato di titoli rispetto alle rivali.

### Gli anni novanta e la crisi
A mano a mano che la fortuna degli ST e dei PC compatibili Atari calava, le console e il software tornarono al centro degli obiettivi della società. Nel 1993 mise in commercio la sua ultima console, l'Atari Jaguar. Dopo un periodo di iniziale successo, nemmeno questa soddisfece le aspettative: la sua potenza non reggeva il confronto con la PlayStation della Sony Computer Entertainment né con il Saturn della SEGA e mancava del supporto da parte di terzi che invece i giapponesi si erano agevolmente assicurati.
Dal 1996, una serie di processi vinti, seguita da validi investimenti, aveva lasciato Atari in una buona situazione economica, ma d'altro canto il fallimento del Lynx e del Jaguar aveva lasciato la società a corto di prodotti da commercializzare. Inoltre Tramiel e la sua famiglia volevano uscire dal mercato. Il risultato fu una rapida successione di passaggi di proprietà. Nel luglio 1996, Atari si fuse con JTS Inc., un produttore di dischi rigidi di vita breve, per formare la JTS Corp. Il ruolo principale di Atari nella nuova società divenne il controllo delle proprietà dell'Atari stessa, oltre a un supporto minimo, di conseguenza il nome scomparve completamente dal mercato.
Sebbene l'Atari originale avesse cessato di esistere, proseguì un cospicuo sviluppo sotterraneo per i sistemi di gioco e computer Atari degli anni settanta e ottanta, e molte delle convention sul retro-gaming (come World Of Atari, Classic Gaming Expo, Philly Classic, e Midwest Gaming Classic) sono incentrate sull'Atari. Vi sono anche siti web dedicati alle release di nuovi prodotti per le console e i computer originali Atari, come AtariAge.com. Il VCS, la console di maggior successo, è tuttora nei cuori di milioni di appassionati nel mondo.
Nel frattempo, Atari Games era stata acquisita nel 1986 dai suoi dipendenti, che fondarono anche Tengen per portare i giochi arcade nelle case. La nuova Time Warner però cominciò a rastrellare sempre più azioni della società, fino ad acquisire nuovamente il pieno controllo nel 1994. A quel punto Atari Games cessò di esistere e divenne parte di Time Warner Interactive. Nel 1996, Time-Warner vendette TWI a WMS Industries Inc, proprietaria di Midway dal 1988. WMS portò le proprietà sotto Midway Games e ristabilì il nome Atari Games. Nel 1998, Midway fu venduta ai suoi azionisti per poi formare una società a sé. Nel 1998, Midway intentò contro Hasbro un processo a porte chiuse: il risultato fu la ridenominazione di Atari Games in Midway Games West. Midway abbandonò l'industria dei giochi arcade nel 2001, e chiuse Midway Games West nel 2003 - calando il sipario su ciò che restava della sezione giochi arcade originale di Atari -.
Nel marzo 1998, JTS vendette i diritti sul nome Atari alla Hasbro Interactive per 5 milioni di dollari: meno di un quinto di ciò che Warner Communications aveva pagato 22 anni prima. Tale transazione riguardava in primo luogo il marchio e la proprietà intellettuale, che ora ricadeva sotto la divisione Atari Interactive di Hasbro Interactive. Il nome del marchio cambiò nuovamente proprietà nel dicembre 2000, quando l'editrice di software francese Infogrames scalò Hasbro Interactive.

### Gli anni 2000: l'acquisizione di Infogrames e la bancarotta
Nell'ottobre 2001, Infogrames annunciò che avrebbe "reinventato" il marchio Atari con il lancio di tre nuovi giochi. Il 7 maggio 2003, Infogrames riorganizzò ufficialmente le sue sussidiarie USA come entità separata denominata Atari, Inc.; ribattezzò le sue sedi operative europee Atari Europe, mantenendo il nome Infogrames Entertainment per la holding principale.
Nel 2002 prese piede la moda dei TV game: una società di giocattoli americana, Jakks Pacific, commercializzò una console plug-and-play chiamata Atari 10-in-1 TV Game, che molti credevano avrebbe risvegliato l'interesse verso i classici Atari. Dotata di porte A/V, funzionava a batterie, non richiedeva l'uso di cartucce per via dei giochi memorizzati all'interno, ed aveva la stessa forma di un joystick per Atari 2600. Nel 2004, la stessa società ideò anche gli Atari Paddle Games, altro TV game stavolta dedicato ai giochi che richiedevano l'uso dei "paddle", ovvero i controlli a potenziometro.
Come abbiamo detto, nessuno dei giochi era messo in commercio direttamente da Atari. Tuttavia, sempre nel 2004, Atari Inc. commercializzò un proprio TV game: l'Atari Flashback. Il prodotto richiamava l'aspetto estetico di un Atari 7800 miniaturizzato, era dotato di due joystick simili a quelli del 7800 rimpiccioliti e di venti videogiochi preinstallati. Al contrario di altri apparecchi simili, per il Flashback non servivano batterie perché era dotato di un alimentatore AC. Il Flashback vendette bene, ma incontrò le critiche di molti appassionati delle console Atari, i quali lamentavano che il dispositivo fosse troppo piccolo, poco robusto e dotato di joystick peggiori rispetto agli originali dell'Atari 7800. Inoltre, essendo il sistema basato su un hardware NES, alcuni giochi non ricreavano alla perfezione il sonoro, la grafica o altri particolari degli originali. Per questo molti ritennero che il Flashback non riproponesse l'autentica esperienza Atari.
Quindi per soddisfare le richieste degli appassionati, nell'agosto 2005 Atari commercializzò una nuova console, l'Atari Flashback 2, che ricreava l'aspetto di un Atari VCS ed era basata sullo stesso hardware, miniaturizzato in un unico chip. La console era dotata di due controller pressoché identici agli originali dell'Atari 2600 e di 40 giochi memorizzati nel firmware, di cui 7 inediti. Con una semplice modifica si poteva installare una porta per le cartucce del 2600, in modo da poter utilizzare i vecchi giochi eventualmente posseduti.
Nel 2007 la società affrontò diversi problemi finanziari, culminati con un passivo di dodici milioni di dollari, il che spinse l'amministratore delegato David Pierce a dimettersi a ottobre. Il nuovo amministratore delegato ad interim, Curtis G. Solsvig III, decise di abbandonare la produzione interna di videogiochi concentrandosi sulla commercializzazione di prodotti sviluppati da terzi. Al fine di recuperare liquidità la società concesse alla Lyon di sfruttare il marchio Test Drive per cinque milioni di dollari.
Nel maggio del 2008 Infogrames, già proprietaria della maggioranza della società, completò l'acquisizione delle azioni Atari per undici milioni di dollari. Il 21 gennaio 2013 l'azienda avviò la procedura fallimentare e richiese la tutela dai creditori in base all'articolo 11 della legge fallimentare statunitense.
Oggi Atari ha avviato un'azienda chiamata Atari Token basata sulla commercializzazione dei bitcoin, possiede diversi alberghi negli Stati Uniti e cosa più importante sta ritornando nel mondo console con l'Atari VCS (2020) prodotto dalla filiale americana.

### Anni 2020
Negli anni 2020, specie dopo l'insediamento del nuovo CEO nel 2022, Atari ha concentrato i suoi sforzi nell'acquisire storiche IP e software house dedicate al retrogaming, per potenziare la sua offerta per questa nicchia di mercato.
Dal 2020 fino al 2023, Atari ha pubblicato per PC e console (Nintendo Switch, Playstation 4, Playstation 5, Xbox One, Xbox Series S e X, Google Stadia ma anche la proprietaria Atari VCS) una serie di edizioni aggiornate di suoi titoli storici, chiamate Atari Recharged. I titoli nello specifico, ad oggi (2024) sono Asteroids, Breakout, Centipede, Gravitar, Yars' Revenge, Black Widow, Missile Command, Quantum, Cavern of Mars e Berzerk.
Il 24 Marzo 2023, Atari annuncia acquisizione per circa 20 milioni di dollari del team Nightdive Studios, attualmente impegnato nello sviluppo del remake di System Shock e di System Shock 2 Enhanced Edition.
Sempre nel 2023, Atari acquisisce anche Digital Eclipse, software house che ha già realizzato la collection di Atari 50: The Anniversary Collection.
Ha acquisito inoltre AtariAge, principale sito dedicato agli hobbysti e sviluppatori indipendenti su piattaforme Atari.
Nel 2024 Atari acquisisce il marchio di Intellivision e tutto il catalogo di giochi.

## Cronologia
Elenco delle varie denominazioni sociali:
- 1972–1984 Atari, Inc.
- 1984–1996 Atari Corporation
- 1996–2001 Atari Interactive
- 2001–2009 Atari, Inc.
- dal 2009 - Atari SA

Vedi anche la controparte parallela Atari Games (1984–2003).

### Loghi

Logo usato dal 1972 al 2003.
Logo in uso dal 2003 al 2012.
Logo in uso dal 2012.

## Principali prodotti
Fra i prodotti di maggior rilievo della società ricordiamo le console domestiche come l'Atari 2600 (VCS); una serie di computer a otto bit (Atari 400, 800, 600 e 800XL, 65 e130XE) di buon successo negli anni '80; Atari ha preso parte alla rivoluzione dei computer a 16/32 bit prima con l'Atari ST e poi con l'Atari Falcon; in seguito ha costruito la console Atari Jaguar a 64-bit, rivelatasi purtroppo un fiasco; ed ha lanciato Atari Lynx, la prima console portatile a colori.

### Hardware
- Atari 2600 (1977) console
- Atari 8-bit (1979) serie di computer
- Atari 5200 (1982) console
- Atari 7800 (1984) console
- Atari ST (1985) computer
- Atari Lynx (1989) console portatile
- Atari Portfolio (1989) computer palmare
- Atari Falcon (1992) computer
- Atari Jaguar (1993) console
- Atari Flashback (2004) serie retro-console
- Atari VCS (2021) console[16]
- Atari 2600+ (2023)
- Atari THE400 Mini (2024)

### Software
- Atari BASIC (1979) linguaggio di programmazione proprietario
- Asteroids
- Blood
- Centipede
- Neverwinter Nights
- Neverwinter Nights 2
- Pitfall!
- Pong
- RollerCoaster Tycoon (serie)
- Test Drive (serie)
- The Witcher
- The Witcher 2: Assassins of Kings
- Unreal (serie)
- Yars' Revenge

#### Antologie
- Atari Powerpack (1989)
- Atari Arcade Hits (1999)
- Atari Anniversary Advance (2002)
- Atari Hits 2006 (2006)
- Atari Classics Evolved (2007)
- Atari Vault (2016)
- Atari Flashback Classics (2018)[17]
- Atari 50: The Anniversary Celebration (2022)[18]

## Filmografia
- Atari: Game Over, regia di Zak Penn – docufilm (2014)[19]
- Easy to Learn, Hard to Master: The Fate of Atari, regia di Tomaso Walliser – docufilm (2017)[20]